# Ла-Шапель-де-Мардор
Ла-Шапе́ль-де-Мардо́р (фр. La Chapelle-de-Mardore) — колишній муніципалітет у Франції, у регіоні Овернь-Рона-Альпи, департамент Рона. Населення — 212 осіб (2010).
Муніципалітет розташований на відстані близько 350 км на південний схід від Парижа, 50 км на північний захід від Ліона.

## Історія
До 2015 року муніципалітет перебував у складі регіону Рона-Альпи. Від 1 січня 2016 року належить до нового об'єднаного регіону Овернь-Рона-Альпи.
1-1-2013 Ла-Шапель-де-Мардор, Тізі, Бур-де-Тізі, Мардор i Марнан було об'єднано в новий муніципалітет Тізі-ле-Бург.

## Демографія
Динаміка населення ( ):
Розподіл населення за віком та статтю (2006):
| Стать | Всього | До 15 років | 15-24 | 25-44 | 45-64 | 65-85 | Понад 85 |
| --- | ------ | ----------- | ----- | ----- | ----- | ----- | -------- |
| Чоловіки | 112    | 27          | 12    | 23    | 38    | 12    | 0        |
| Жінки | 90     | 12          | 12    | 31    | 19    | 12    | 4        |
| \| Статево-вікова піраміда \| Статево-вікова піраміда \| Статево-вікова піраміда \| \| ----------------------- \| ----------------------- \| ----------------------- \| \| Чоловіки \| Вік \| Жінки \| \| 0 \| 85 + \| 4 \| \| 0 \| 80-84 \| 0 \| \| 4 \| 75-79 \| 4 \| \| 4 \| 70-74 \| 4 \| \| 4 \| 65-69 \| 4 \| \| 11 \| 60-64 \| 4 \| \| 8 \| 55-59 \| 4 \| \| 8 \| 50-54 \| 0 \| \| 11 \| 45-49 \| 11 \| \| 11 \| 40-44 \| 19 \| \| 4 \| 35-39 \| 4 \| \| 4 \| 30-34 \| 0 \| \| 4 \| 25-29 \| 8 \| \| 4 \| 20-24 \| 8 \| \| 8 \| 15-20 \| 4 \| \| 8 \| 10-14 \| 4 \| \| 11 \| 5-9 \| 8 \| \| 8 \| 0-4 \| 0 \| |        |             |       |       |       |       |          |
| Статево-вікова піраміда |        |             |       |       |       |       |          |
| Чоловіки | Вік    | Жінки       |       |       |       |       |          |
| 0 | 85 +   | 4           |       |       |       |       |          |
| 0 | 80-84  | 0           |       |       |       |       |          |
| 4 | 75-79  | 4           |       |       |       |       |          |
| 4 | 70-74  | 4           |       |       |       |       |          |
| 4 | 65-69  | 4           |       |       |       |       |          |
| 11 | 60-64  | 4           |       |       |       |       |          |
| 8 | 55-59  | 4           |       |       |       |       |          |
| 8 | 50-54  | 0           |       |       |       |       |          |
| 11 | 45-49  | 11          |       |       |       |       |          |
| 11 | 40-44  | 19          |       |       |       |       |          |
| 4 | 35-39  | 4           |       |       |       |       |          |
| 4 | 30-34  | 0           |       |       |       |       |          |
| 4 | 25-29  | 8           |       |       |       |       |          |
| 4 | 20-24  | 8           |       |       |       |       |          |
| 8 | 15-20  | 4           |       |       |       |       |          |
| 8 | 10-14  | 4           |       |       |       |       |          |
| 11 | 5-9    | 8           |       |       |       |       |          |
| 8 | 0-4    | 0           |       |       |       |       |          |

## Економіка
2010 року серед 136 осіб працездатного віку (15—64 років) 106 були активними, 30 — неактивними (показник активності 77,9%, у 1999 році було 71,1%). З 106 активних мешканців працювали 102 особи (59 чоловіків та 43 жінки), безробітними було 4 (0 чоловіків та 4 жінки). Серед 30 неактивних 9 осіб було учнями чи студентами, 14 — пенсіонерами, 7 були неактивними з інших причин.

У 2010 році в муніципалітеті числилось 86 оподаткованих домогосподарств, у яких проживали 241,5 особи, медіана доходів виносила 17 556 євро на одного особоспоживача